# جون باس
جون باس (بالإنجليزية: Jon Bass)‏ هو لاعب كرة قدم بريطاني، ولد في 1 يوليو 1976 في ويستون سوبر مير في المملكة المتحدة. لعب مع برمنغهام سيتي ونادي بريستول روفيرز ونادي غيلينغهام ونادي كارلايل يونايتد ونادي هارتلبول يونايتد.

## وصلات خارجية
- جون باس على موقع قاعدة بيانات كرة القدم.إي يو (الإنجليزية)
- جون باس على موقع Soccerbase.com (لاعب) (الإنجليزية)